# Kettcar (Band)
Kettcar ist eine deutsche Indierockband aus Hamburg, die im Jahr 2001 gegründet wurde.

## Geschichte
Vor der Gründung von Kettcar waren Marcus Wiebusch und Frank Tirado-Rosales seit 1991 Teil der Band …But Alive, die Punkmusik mit politischen Texten spielte. Reimer Bustorff spielte bis zur Bandgründung bei Rantanplan, genauso wie Marcus Wiebusch. Kurz nach der Bandgründung 2001 wurde die EP Solange die dicke Frau noch singt, ist die Oper nicht zu Ende zum freien Download auf der Bandhomepage angeboten.

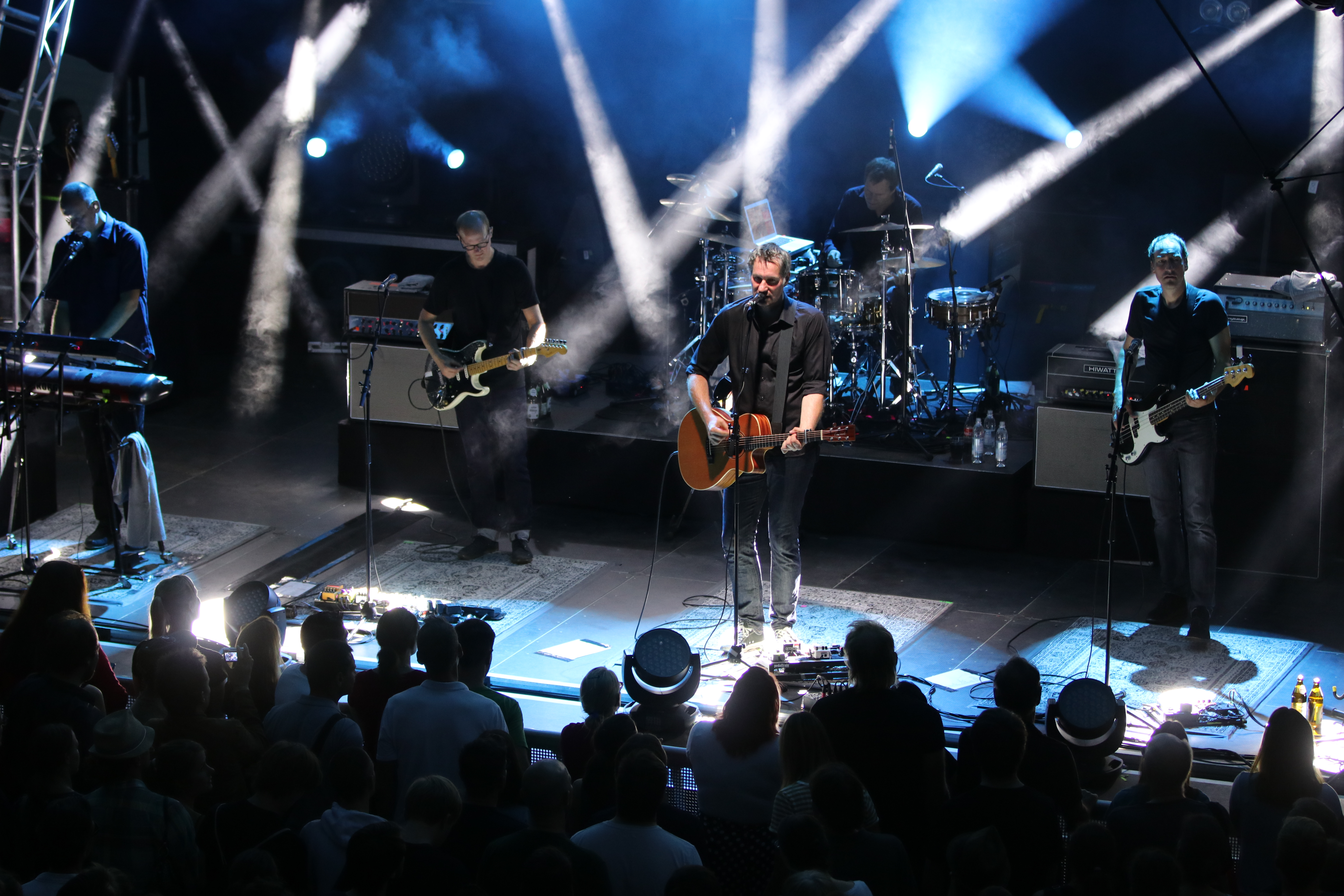
Kettcar (2018)

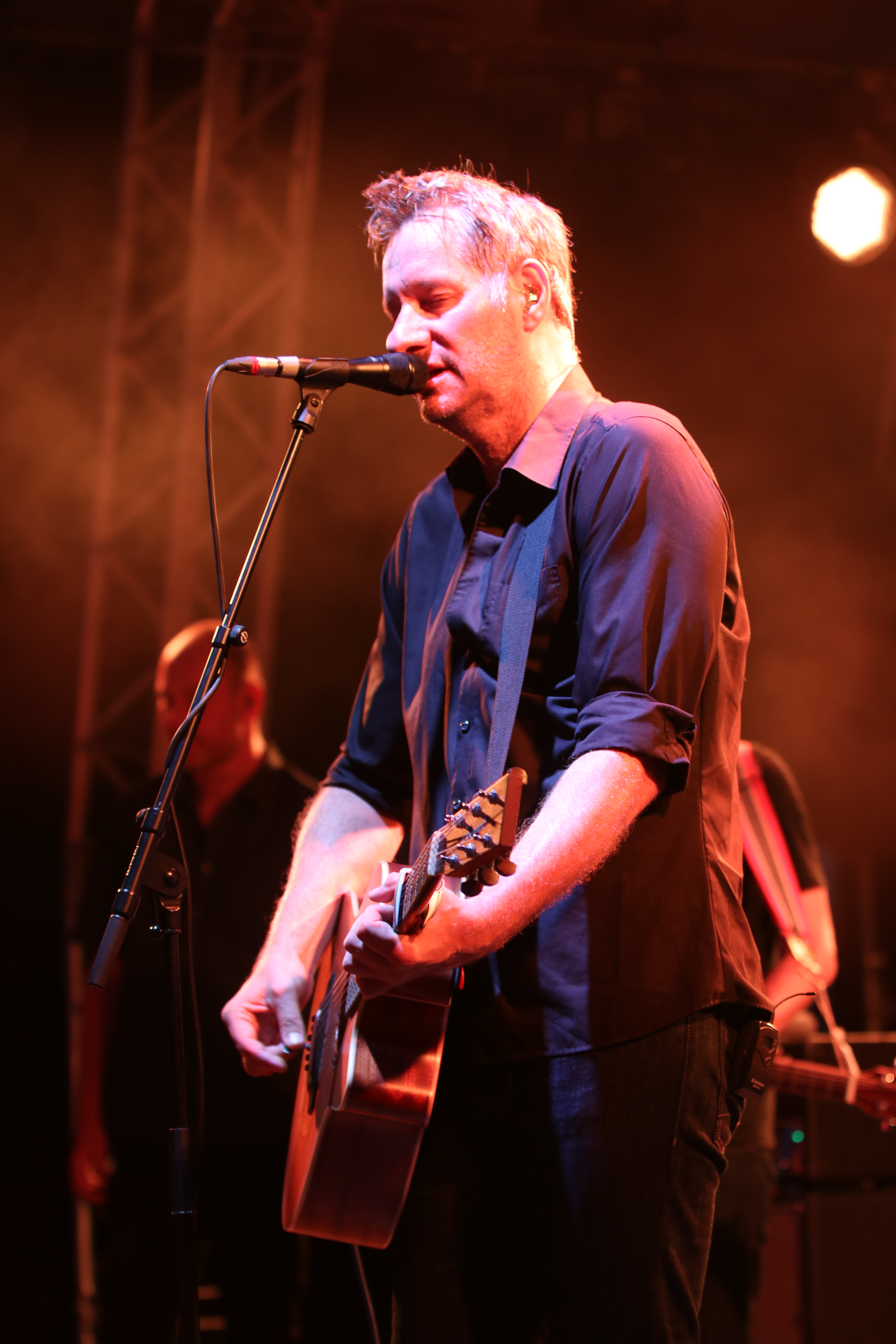
Marcus Wiebusch (2018)

Da sich für ihr Debütalbum Du und wieviel von deinen Freunden kein Plattenlabel fand, gründeten Marcus Wiebusch, Reimer Bustorff zusammen mit Thees Uhlmann von Tomte ihr eigenes Label Grand Hotel van Cleef (GHvC), bei dem das Album im Oktober 2002 erschien. Das zweite Album Von Spatzen und Tauben, Dächern und Händen folgte 2005. Als Reaktion auf den G8-Gipfel in Heiligendamm 2007 beteiligten sich Kettcar mit dem Titel Alles vorstellen (Keine Guillotine weit und breit) im Mai 2007 zusammen mit vielen anderen Künstlern auf dem Move-against-G8-Sampler.
Am 18. April 2008 erschien das dritte Album mit dem Titel Sylt und stieg auf Rang 5 der Album-Charts ein. Am 31. August 2008 spielten sie auf dem Hamburger Kampnagel-Gelände ein Sonnenaufgangskonzert mit Akustikversionen einiger ihrer Titel, unterstützt von einem Streichquartett. Der Mitschnitt dieses Konzerts bildet den Hauptteil der DVD Live auf Kampnagel – 5:43 a.m., die im Herbst 2009 erschien. Im November 2009 gingen sie mit diesem Programm, unterstützt von Streichern der Neuen Philharmonie Frankfurt, auf eine sechs Konzerte umfassende Tournee. Vom Konzert der Tour im Fliegende Bauten in Hamburg erschien am 22. Januar 2010 ein gleichnamiges Live-Album auf CD und Vinyl, das die Songs des Konzertes ohne die dazwischenliegenden Ansagen enthält. Im Juni 2010 gab Frank Tirado-Rosales bekannt, dass er die Band verlassen wird, um sich anderen Projekten zu widmen. Sein Nachfolger ist Christian Hake, der bereits bei Home of the Lame und Olli Schulz am Schlagzeug saß. Am 10. Februar 2012 veröffentlichte die Band ihr viertes Studioalbum, das den Namen Zwischen den Runden trägt. Ab April 2013 legten Kettcar eine kreative Pause ein. Im Juli 2017 beendeten Kettcar ihre Pause mit einem neuen Album sowie einer ausgedehnten Tour durch Deutschland, Österreich und die Schweiz im Januar/Februar 2018. Nach dem großen Erfolg dieser Tour gab die Band weitere Konzerte im Frühjahr 2019 sowie mehrere Festival-Auftritte im selben Jahr.
Am 11. August 2017 erschien mit Sommer ’89 (Er schnitt Löcher in den Zaun) die erste Veröffentlichung der Band seit über fünf Jahren. Der Song ist ein Statement zur Flüchtlingskrise. Das fünfte Album Ich vs. Wir erschien am 13. Oktober 2017. In den Texten greift Kettcar Zeitgeschehen von „Ego-Zynikern, Pegidisten und besorgte Bürgern“ auf und witzelt bei Live-Konzerten damit, inzwischen „Polit-Punk“ zu sein. Am 15. März 2019 veröffentlichte die Band die EP Der süße Duft der Widersprüchlichkeit (Wir vs. Ich), die fünf Songs beinhaltet. Die EP wird auch als Fortsetzung des Albums Ich vs. Wir gesehen.
Im August 2022 traten Kettcar gemeinsam mit Shitney Beers und Thees Uhlmann anlässlich des zwanzigjährigen Bestehens des Labels Grand Hotel van Cleef auf.
Am 19. Januar 2024 veröffentlichten Kettcar die Single München als erste Auskopplung ihres Albums Gute Laune ungerecht verteilt. Am 16. Februar 2024 folgte die Single Doug & Florence, am 15. März als dritte Auskopplung Auch für mich 6. Stunde und am 3. April 2024 schließlich die Single Brief meines 20-jährigens Ichs (Jedes Ideal hat einen Richter), bevor am 5. April 2024 schließlich das Album Gute Laune ungerecht verteilt erschien. Die Veröffentlichung feierte Kettcar mit einer Fahrt nach und einem Konzert auf Helgoland.

## Stil
Musikalisch einzuordnen sind Kettcar im Bereich des deutschsprachigen Indie-Rock und Indie-Pop. Mit den letzten Alben, insbesondere mit Zwischen den Runden wurde der Stil instrumental durch Klavier, Streich- und Blasinstrumente verbreitert und damit progressiver und jazziger. Die Band wird häufig in Zusammenhang mit der Hamburger Schule genannt. Marcus Wiebusch sieht diesen Zusammenhang nicht, lediglich die Herkunft sei gleich. Reimer Bustorff bezeichnet die Stilrichtung selbst als Gitarrenpop.

## Gesellschaftliches Engagement
Nach dem Treffen von Rechtsextremisten in Potsdam 2023 unterstützte Kettcar, gemeinsam mit weiteren Hamburger Musikern, die Proteste gegen Rechtsextremismus, indem die Band Anfang 2024 bei einer Großdemonstration in Hamburg auftrat.

## Diskografie

### Studioalben
| Jahr | Titel Musiklabel                                                 | Höchstplatzierung, Gesamtwochen, AuszeichnungChartplatzierungen (Jahr, Titel, Musiklabel, Platzierungen, Wochen, Auszeichnungen, Anmerkungen) | Höchstplatzierung, Gesamtwochen, AuszeichnungChartplatzierungen (Jahr, Titel, Musiklabel, Platzierungen, Wochen, Auszeichnungen, Anmerkungen) | Höchstplatzierung, Gesamtwochen, AuszeichnungChartplatzierungen (Jahr, Titel, Musiklabel, Platzierungen, Wochen, Auszeichnungen, Anmerkungen) | Anmerkungen                            |
| Jahr | Titel Musiklabel                                                 | DE | AT | CH | Anmerkungen                            |
| ---- | ---------------------------------------------------------------- | --- | --- | --- | -------------------------------------- |
| 2002 | Du und wieviel von deinen Freunden Grand Hotel van Cleef         | — | — | — | Erstveröffentlichung: 28. Oktober 2002 |
| 2005 | Von Spatzen und Tauben, Dächern und Händen Grand Hotel van Cleef | DE5 Gold · (8 Wo.)DE | AT49 (1 Wo.)AT | — | Erstveröffentlichung: 7. März 2005     |
| 2008 | Sylt Grand Hotel van Cleef                                       | DE5 (8 Wo.)DE | AT12 (3 Wo.)AT | CH78 (1 Wo.)CH | Erstveröffentlichung: 18. April 2008   |
| 2012 | Zwischen den Runden Grand Hotel van Cleef                        | DE5 (6 Wo.)DE | AT15 (2 Wo.)AT | CH40 (1 Wo.)CH | Erstveröffentlichung: 10. Februar 2012 |
| 2017 | Ich vs. wir Grand Hotel van Cleef                                | DE4 (6 Wo.)DE | AT11 (4 Wo.)AT | CH27 (2 Wo.)CH | Erstveröffentlichung: 13. Oktober 2017 |
| 2024 | Gute Laune ungerecht verteilt Grand Hotel van Cleef              | DE1 (3 Wo.)DE | AT17 (2 Wo.)AT | CH28 (1 Wo.)CH | Erstveröffentlichung: 5. April 2024    |

### Livealben
| Jahr | Titel Musiklabel                              | Höchstplatzierung, Gesamtwochen, AuszeichnungChartsChartplatzierungen (Jahr, Titel, Musiklabel, Platzierungen, Wochen, Auszeichnungen, Anmerkungen) | Anmerkungen                            |
| Jahr | Titel Musiklabel                              | DE | Anmerkungen                            |
| ---- | --------------------------------------------- | --- | -------------------------------------- |
| 2010 | Fliegende Bauten Grand Hotel van Cleef        | DE32 (1 Wo.)DE | Erstveröffentlichung: 22. Januar 2010  |
| 2019 | …und das geht so (Live) Grand Hotel van Cleef | DE28 (1 Wo.)DE | Erstveröffentlichung: 8. November 2019 |

### EPs
| Jahr | Titel Musiklabel                                                           | Höchstplatzierung, Gesamtwochen, AuszeichnungChartsChartplatzierungen (Jahr, Titel, Musiklabel, Platzierungen, Wochen, Auszeichnungen, Anmerkungen) | Anmerkungen                        |
| Jahr | Titel Musiklabel                                                           | DE | Anmerkungen                        |
| ---- | -------------------------------------------------------------------------- | --- | ---------------------------------- |
| 2019 | Der süsse Duft der Widersprüchlichkeit (Wir vs. ich) Grand Hotel van Cleef | DE22 (1 Wo.)DE | Erstveröffentlichung: 17. Mai 2019 |

### Singles
| Jahr | Titel Album                                                                                   | Höchstplatzierung, Gesamtwochen, AuszeichnungChartsChartplatzierungen (Jahr, Titel, Album, Platzierungen, Wochen, Auszeichnungen, Anmerkungen) | Anmerkungen                                                    |
| Jahr | Titel Album                                                                                   | DE | Anmerkungen                                                    |
| ---- | --------------------------------------------------------------------------------------------- | --- | -------------------------------------------------------------- |
| 2003 | Landungsbrücken raus Du und wieviel von deinen Freunden                                       | — | Erstveröffentlichung: 10. Februar 2003                         |
| 2005 | 48 Stunden Von Spatzen und Tauben, Dächern und Händen                                         | DE45 (4 Wo.)DE | Erstveröffentlichung: 14. Februar 2005                         |
| 2005 | Deiche Von Spatzen und Tauben, Dächern und Händen                                             | DE69 (2 Wo.)DE | Erstveröffentlichung: 9. Mai 2005                              |
| 2008 | Graceland Sylt                                                                                | DE57 (3 Wo.)DE | Erstveröffentlichung: 28. März 2008                            |
| 2008 | Nullsummenspiel Sylt                                                                          | — | Erstveröffentlichung: 30. Mai 2008                             |
| 2008 | Am Tisch Sylt                                                                                 | — | Erstveröffentlichung: 29. August 2008                          |
| 2010 | Money Left to Burn (Live) Fliegende Bauten                                                    | — | Erstveröffentlichung: 8. Januar 2010                           |
| 2011 | Rettung Zwischen den Runden                                                                   | — | Erstveröffentlichung: 27. Dezember 2011                        |
| 2012 | Im Club Zwischen den Runden                                                                   | — | Erstveröffentlichung: 3. Februar 2012                          |
| 2017 | Sommer ’89 (Er schnitt Löcher in den Zaun) Ich vs. Wir                                        | — | Erstveröffentlichung: 11. August 2017                          |
| 2024 | München Gute Laune ungerecht verteilt                                                         | — | Erstveröffentlichung: 19. Januar 2024 feat. Chris Hell (Fjort) |
| 2024 | Doug & Florence Gute Laune ungerecht verteilt                                                 | — | Erstveröffentlichung: 16. Februar 2024                         |
| 2024 | Auch für mich 6. Stunde Gute Laune ungerecht verteilt                                         | — | Erstveröffentlichung: 15. März 2024                            |
| 2024 | Ein Brief meines 20-jährigen Ichs (Jedes Ideal ist ein Richter) Gute Laune ungerecht verteilt | — | Erstveröffentlichung: 3. April 2024                            |

### Videoalben
| Jahr | Titel                                                    | Höchstplatzierung, Gesamtwochen, AuszeichnungChartsChartplatzierungen (Jahr, Titel, Platzierungen, Wochen, Auszeichnungen, Anmerkungen) | Anmerkungen                |
| Jahr | Titel                                                    | DE | Anmerkungen                |
| ---- | -------------------------------------------------------- | --- | -------------------------- |
| 2009 | Kettcar – Live auf Kampnagel 5:43 A.M., 6. November 2009 | — | Erstveröffentlichung: 2009 |